# Eleições gerais na Nova Gales do Sul (2007)
As eleições gerais de 2007 na Nova Gales do Sul decorreram no dia 24 de março de 2007 e permitiram constituir o 54.º Parlamento de Nova Gales do Sul.
Toda a Assembleia Legislativa e metade do Conselho Legislativo foram eleitos. O Partido Trabalhista da Austrália (ALP), liderado por Morris Iemma venceu contra a Coligação Liberal-Nacional de Peter Debnam.

## Resultados
Os resultados definitivos foram publicados no dia 4 de abril de 2007. A substancial maioria trabalhista sobreviveu às eleições quase intacta.

### Assembleia Legislativa[1]
| Partido                         | Votos     | %     | Variação (%) | Assentos | Variação |
| ------------------------------- | --------- | ----- | ------------ | -------- | -------- |
| Partido Trabalhista Australiano | 1.535.872 | 39,0  | - 3,7        | 52       | - 3      |
| Partido Liberal da Austrália    | 1.061.273 | 26,9  | + 2,2        | 22       | + 2      |
| Partido Nacional da Austrália   | 396.023   | 10,1  | + 0,4        | 13       | + 1      |
| Verdes Australianos             | 352.805   | 9,0   | + 0,7        | 0        | -        |
| Democratas Cristãos             | 97.420    | 2,5   | + 0,7        | 0        | -        |
| Outros                          | 492.596   | 12,5  | - 1,4        | 6        | -        |
| Total                           | 3.939.989 | 100,0 |              | 93       |          |

- Os Liberais ganharam Port Stephens aos Trabalhistas e Manly a um Independente.
- Os Nacionais ganharam Tweed aos Trabalhistas.
- Um Independente ganhou Lake Macquarie aos Trabalhistas.

### Conselho Legislativo[2]
O Conselho Legislativo da Nova Gales do Sul nunca é eleito numa única Eleição Geral. Cada metade do Conselho é eleito alternadamente com a outra metade a cada quatro anos. Em 2007 elegem-se os membros que substituem aqueles eleitos em 1999.
Os membros agora eleitos juntam-se aos eleitos em 2003.
| Partido                                                    | Votos     | %    | Variação (%) | Eleitos em 2007 | Eleitos em 2003 | Total | Variação |
| ---------------------------------------------------------- | --------- | ---- | ------------ | --------------- | --------------- | ----- | -------- |
| Partido Trabalhista Australiano                            | 1.323.923 | 39,5 | - 4,0        | 9               | 10              | 19    | + 1      |
| Partido Liberal da Austrália Partido Nacional da Austrália | 1.173.593 | 35,0 | + 1,7        | 5 3             | 5 2             | 10 5  | + 1 + 1  |
| Verdes Australianos                                        | 288.103   | 8,6  | - 0,0        | 2               | 2               | 4     | + 1      |
| Democrata Cristãos                                         | 143.910   | 4,3  | + 1,3        | 1               | 1               | 2     | 0        |
| Partido dos Atiradores                                     | 91.786    | 2,7  | + 0,7        | 1               | 1               | 2     | +1       |
| Independentes e Outros                                     | 330.172   | 9,9  | -0,3         | 0               | 0               | 0     | - 5      |
| Total                                                      | 3.351.517 |      |              | 21              | 21              | 42    |          |